# Salem (Indiana)
Salem è un comune (city) degli Stati Uniti d'America e capoluogo della contea di Washington nello Stato dell'Indiana. La popolazione era di 6,319 persone al censimento del 2010.

## Geografia fisica
Secondo lo United States Census Bureau, ha un'area totale di 4,018 miglia quadrate (10,41 km²).

## Storia
Salem è stata progettata e pianificata nel 1814. Prende il nome dalla cittadina di Salem nella Carolina del Nord, il luogo di provenienza di uno dei fondatori della città.
L'ufficio postale di Salem è stato in funzione dal 1816.

## Società

### Evoluzione demografica
Secondo il censimento del 2010, c'erano 6,319 persone.

### Etnie e minoranze straniere
Secondo il censimento del 2010, la composizione etnica della città era formata dal 97,5% di bianchi, lo 0,4% di afroamericani, lo 0,3% di nativi americani, lo 0,6% di asiatici, lo 0,3% di altre razze, e lo 0,9% di due o più etnie. Ispanici o latinos di qualunque razza erano l'1,0% della popolazione.